# Иванов, Николай Маркелович
Никола́й Марке́лович Ивано́в (18 мая 1911, Великие Луки, Псковская губерния — 20 августа 1974, Новосибирск) — советский военный деятель, генерал-майор Советской армии, участник Великой Отечественной войны, Герой Социалистического Труда.

## Биография
Личные вещи и награды Н. М. Иванова в экспозиция Новосибирского краеведческого музея
Родился 18 мая 1911 года в городе Великие Луки Псковской губернии в семье рабочего. После окончания в 1929 году средней школы работал в Ленинграде на ткацкой фабрике «Работница».
С 1931 года по 1933 год учился в Тюмени в Уральском автодорожном институте, затем до 1936 года — в Саратовском автодорожном институте. После окончания учёбы работал инженером, начальником ОКСа, главным инженером отдела шоссейных дорог, а затем стал начальником Дорожного управления облисполкома Чкаловской (ныне Оренбургской) области.
В 1941 году вступил в ряды РККА. До 1942 года был командиром роты сапёров 19-й стрелковой бригады, затем полковым инженером 448-го стрелкового полка 197-й стрелковой дивизии (Северо-Западный фронт), в октябре 1942 года был ранен.
С 1943 года — командир роты 55-й инженерно-сапёрной бригады, с 1944 года — заместитель командира 8-й штурмовой инженерно-сапёрной бригады Центрального и Белорусского фронтов.
С 1946 года работал в Главпромстрое МВД СССР, занимал должности: заместителя начальника управления строительства уранового завода в городе Электросталь, начальник УС № 601 в городе Томск-7 (ныне — город Северск).
В 1953 году начал работать на Южном Урале, там занимал должности: начальника УС № 587 (город Златоуст-20 (ныне — город Трёхгорный).
С 1956 года по 1960 год — начальник УС № 606 город Челябинск-50 (ныне — город Снежинск). Руководил строительством объектов для атомной энергетики.
В марте 1960 года стал начальником управления строительства «Сибакадемстрой». Под руководством полковника Иванова возводился Академгородок Сибирского отделения АН СССР, были построены корпуса институтов ядерной физики, геологии, здания НГУ, ДК «Юность», здания Сибирского отделения ВАСХНИЛ, Дом учёных Академгородка, Дом политпросвещения и многие другие здания. Активно велось жилищное строительство.
С 1963 года по 1965 год Иванов одновременно руководил строительством ракетных комплексов и военных городков в Казахстане (Семипалатинск) и в Алтайском крае (Алейск). Внёс вклад в строительство первоочередных объектов НИИ-1011 (РФЯЦ-ВНИИТФ), развитие города, производственного потенциала строительных баз. В 1965 году Иванову было присвоено воинское звание «генерал-майор инженерно-технической службы».
Указом Президиума Верховного Совета СССР от 29 апреля 1967 года за выдающиеся заслуги в деле строительства Новосибирского научного центра Сибирского отделения АН СССР Николаю Маркеловичу Иванову было присвоено звание Героя Социалистического Труда.
Неоднократно избирался членом Новосибирского обкома КПСС и депутатом Областного Совета народных депутатов. Делегат XXIV съезда КПСС. Жил в Новосибирске.

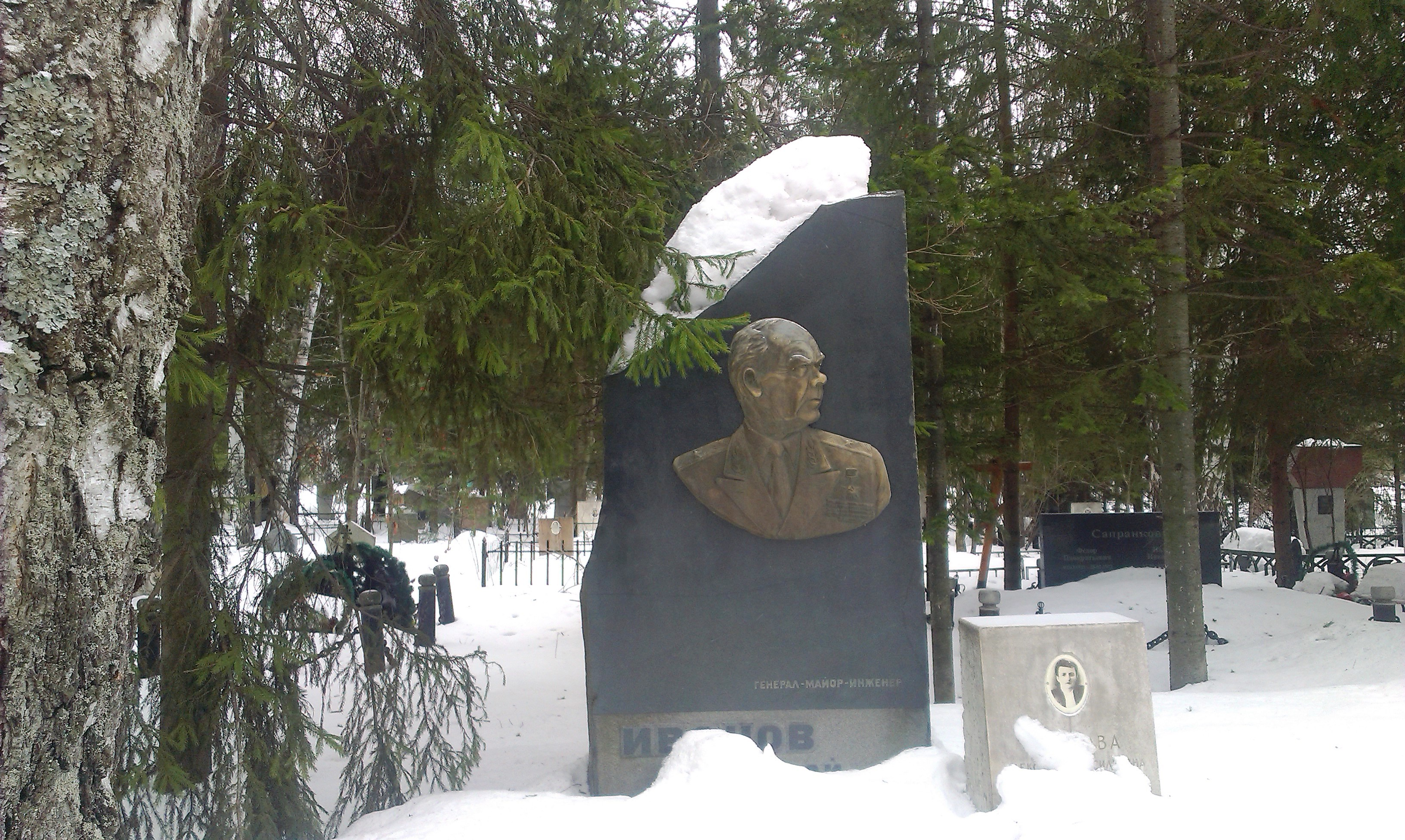
Могила Н. М. Иванова на Южном кладбище

Похоронен на Южном кладбище в Новосибирске.

## Награды
- медаль «Серп и Молот»
- 3 ордена Ленина (1956 год, 1962 год, 1967 год)
- орден Октябрьской Революции (1971 год)
- 2 ордена Отечественной войны I степени
- орден Отечественной войны II степени
- орден Трудового Красного Знамени (1949 год)
- орден Красной Звезды (1956 год)
- 2 медали «За боевые заслуги» (1942 год, 1951 год)
- медаль «За взятие Кёнигсберга»
- медаль «За взятие Берлина»
- юбилейная медаль «За доблестный труд (За воинскую доблесть). В ознаменование 100-летия со дня рождения Владимира Ильича Ленина»
- медаль «За победу над Германией в Великой Отечественной войне 1941—1945 гг.»
- медаль «За освоение целинных земель»
- медаль «За безупречную службу» I степени
- другие награды

## Память
- Именем Н. М. Иванова в Новосибирске названы средняя школа № 61 и профессионально-техническое училище № 55.
- Имя героя носит профессионально-техническое училище (лицей) № 120.
- В честь Н. М. Иванова названа улица в Советском районе Новосибирска. На улице установлен памятный знак с барельефным портретом Иванова и краткой информацией о нём, а на доме № 6 установлена мемориальная доска.
- В 2000 году Николая Маркеловича Иванова признали «Гражданином XX века Новосибирской области».